# Chimarra virgencita
Chimarra virgencita är en nattsländeart som beskrevs av Roger J. Blahnik och Ralph W. Holzenthal 1992. Chimarra virgencita ingår i släktet Chimarra och familjen stengömmenattsländor. Inga underarter finns listade i Catalogue of Life.